# Gerrit Hoss

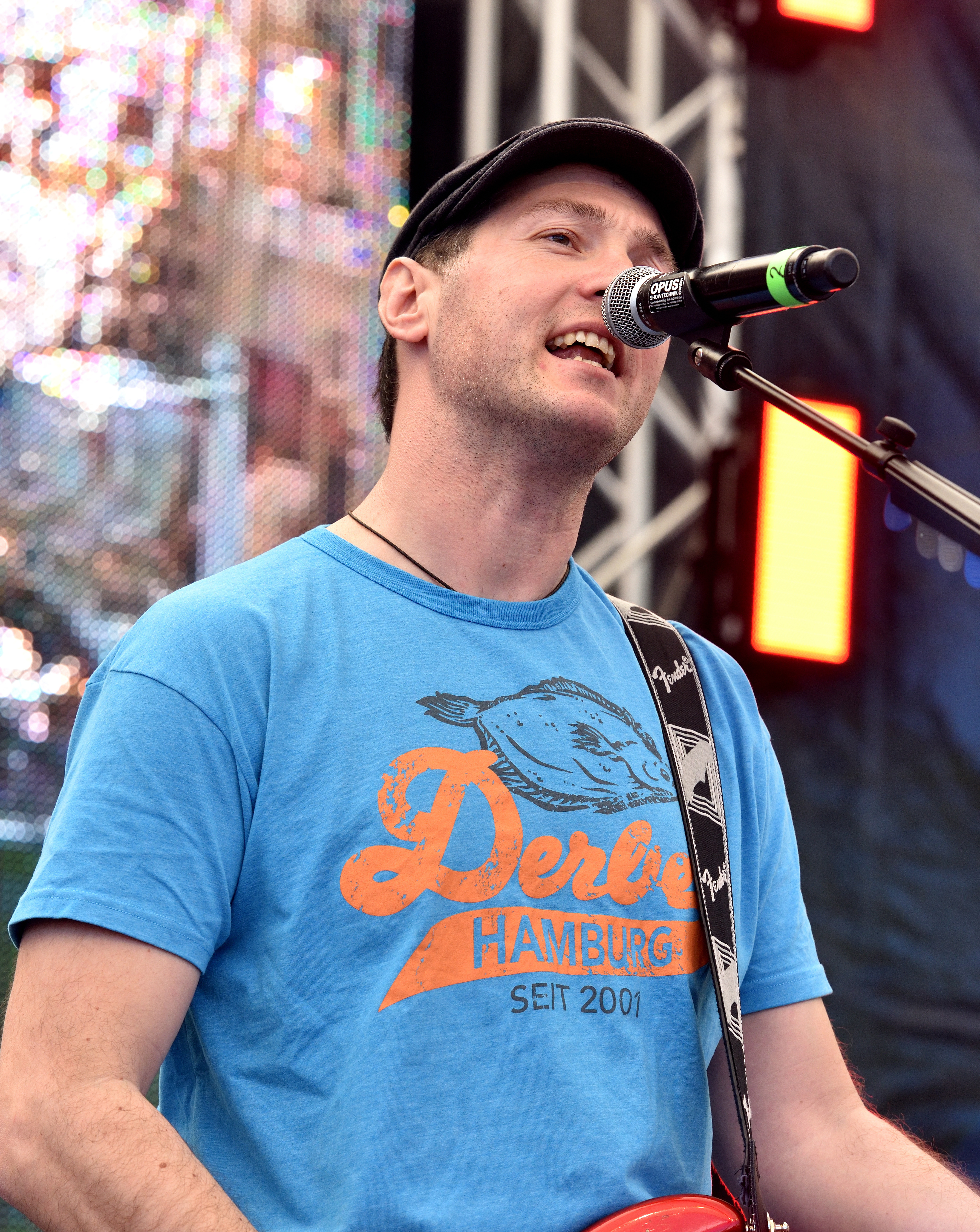
Gerrit Hoss, 2016 beim Hamburger Hafengeburtstag (NDR Bühne)

Gerrit Hoss (* 21. Mai 1980 in Itzehoe) ist ein deutscher Musiker, Autor und Moderator. Er lebt in Hamburg und singt seit 2020 in der norddeutschen Band Godewind.

## Biographie
Gerrit Hoss ist in Münsterdorf (Schleswig-Holstein) aufgewachsen, hat an der Auguste-Viktoria-Schule in Itzehoe Abitur gemacht und besitzt ein abgeschlossenes Master-Studium (Kultur und Medienmanagement M.A.). Seine ersten musikalischen Gehversuche machte er als Kind auf der Orgel seiner Schwester. Von 2004 bis 2008 lebte er in München, um Gitarre zu studieren. Wieder in Hamburg angekommen, nahm er seine Tätigkeit als Songwriter für seine Solokarriere und für andere Künstler auf. 
Seitdem hat er einige Alben unter seinem Namen veröffentlicht sowie diverse Alben und Tourneen mit der Band Godewind absolviert. Gerrit Hoss spricht und singt sowohl in hochdeutscher als auch in plattdeutscher Sprache, für die er sich auch ehrenamtlich engagiert.
Beim NDR ist er als Autor der Sendereihe „Hör mal n beten to“ oder als Moderator (u. a. bei NDR 90,3 zu hören). 2015 erschien seine dritte Solo-Veröffentlichung „PLATT!“. Einige der Songs schafften es bereits vor der Album-Veröffentlichung ins Radio. Seitdem ist Gerrit Hoss regelmäßig im TV oder Radio zu sehen und zu hören.
2016 gewann Gerrit Hoss den Fritz-Reuter-Musikpreis der Stadt Stavenhagen sowie den plattdeutschen Musikpreis der Stadt Bad Bevensen.
Zurzeit arbeitet Gerrit Hoss an seinem nächsten Soloalbum, das voraussichtlich Ende 2024/Anfang 2025 erscheinen wird.

## Diskografie (Alben)
- 2007 Pöbel & Diebe Erstauflage (mit Nordlicht)
- 2010 Beim nächsten Mal
- 2012 Notstrom
- 2015 PLATT!
- 2022 Wenn es schneit (mit Godewind)
- 2024 Wind vun achtern (mit Godewind)